# Geurie
Geurie är en ort i Australien. Den ligger i kommunen Wellington och delstaten New South Wales, i den sydöstra delen av landet, omkring 270 kilometer nordväst om delstatshuvudstaden Sydney. Antalet invånare är 648.
Runt Geurie är det mycket glesbefolkat, med 2 invånare per kvadratkilometer.. Geurie är det största samhället i trakten.
Trakten runt Geurie består till största delen av jordbruksmark. Genomsnittlig årsnederbörd är 702 millimeter. Den regnigaste månaden är februari, med i genomsnitt 121 mm nederbörd, och den torraste är oktober, med 12 mm nederbörd.